# 84 Klio
84 Klio este un asteroid din centura principală, descoperit pe 25 august 1865, de Robert Luther.